# Мадянов, Вадим Сергеевич
Вади́м Серге́евич Мадя́нов (23 ноября 1959, Дедовск, Московская область, РСФСР — 3 ноября 2016, Москва, Россия) — советский и российский актёр, кинорежиссёр. Старший брат заслуженного артиста Российской Федерации Романа Мадянова.

## Биография
Родился 23 ноября 1959 года в подмосковном Дедовске.
Дебютировал в кино вместе с младшим братом Романом в 1972 году в фильме Инессы Селезнёвой «Перевод с английского». Также снялся с братом в фильме 1976 года «Всё дело в брате».
В 1978 году поступил в МГАХИ им. В. И. Сурикова на факультет живописи (отделение театральные декорации). Проучившись около пяти лет, в 1983 году поступил в Московский государственный институт культуры (МГИК) на режиссёрский факультет (отделение театральной режиссуры) на курс С. А. Баркана. В 1988 году поставил дипломный спектакль «Похождения бравого солдата Швейка» с братом Романом в главной роли.
Как кинорежиссёр-постановщик дебютировал в 1992 году на к/с «Мосфильм» с комедией «Коля, Зина и „Каёдза“».
В качестве актёра снялся в ряде фильмов, поставил несколько кинокартин, спектаклей. Сотрудничал с зарубежными телерадиокомпаниями.
Скончался 3 ноября 2016 года в Москве на 57-м году жизни от инфаркта. Тело было кремировано, а прах захоронен в колумбарии на Ваганьковском кладбище.

## Фильмография

### Актёрские работы
- 1972 — Перевод с английского — эпизод
- 1972 — Однажды летом… — Аполошка
- 1973 — Что с тобой происходит? — Шарапов
- 1976 — Судьба барабанщика — Юрка Ковякин
- 1976 — Кадкина всякий знает — Колька
- 1976 — Всё дело в брате — Галушкин
- 1978 — И снова Анискин — Петька
- 1988 — Владимир Соловьёв. По поводу последних событий — Владимир Сергеевич Соловьёв
- 2004 — Мой толстый противный жених — отец невесты
- 2011 — Раскол — боярин Глеб Иванович Морозов, брат боярина Бориса Ивановича Морозова, супруг боярыни Феодосии Прокопьевны Морозовой
- 2011 — Военный госпиталь — генерал Есенин

### Режиссёрские работы
- 1991 — В схватке
- 1992 — Коля, Зина и «Каёдза»
- 1993 — Династия
- 2006 — Владимир Соловьёв — в рамках проекта «Русские философы XIX века»
- 2008—2010 — Древнерусское деревянное зодчество. История и секреты / Old Russian wooden architecture. History and secrets